# Ranita
La ranita es una prenda de cuerpo entero o interior para bebés que deja las piernas al descubierto. 

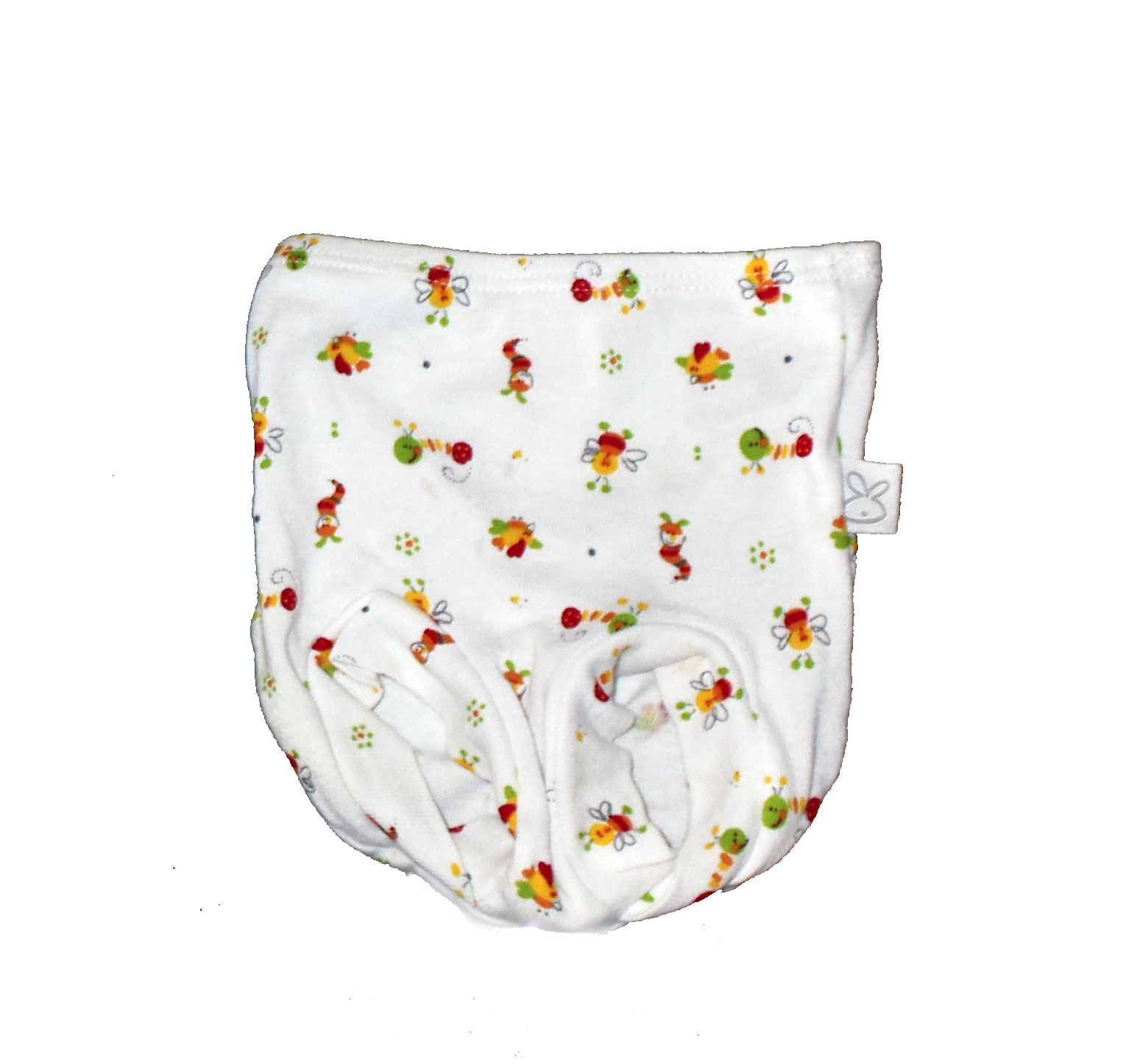
Ranita bebé

Las ranitas tipo vestido son prendas ligeras fabricadas en algodón que pueden tener manga corta o larga. Presenta cuello en el mismo color que el cuerpo o en contraste y las mangas pueden llevar elásticos para mayor comodidad del niño. La apertura se realiza por la espalda y a veces también por la entrepierna permitiendo así una mejor fijación. La pechera de la ranita se adorna diferentes detalles como botones, dibujos de punto, jaretas, bolsillos o cintas. 
Las ranitas de interior son como unas braguitas que llevan los bebés, tanto niños como niñas, cuyo objetivo es cubrir y mantener sujeto el pañal.  
El diseño de la ranita permite una gran movilidad de las piernas y de los brazos favoreciendo así la actividad del bebé en los primeros meses de vida. Se considera una adecuada elección para climas cálidos o para sobrellevar los calores de primavera y verano.
- Datos: Q6100293